# Выдубицкий монастырь
Вы́дубицкий монастырь (укр. Видубицький монастир, также Киево-Выдубицкий монастырь) — один из древнейших православных монастырей Киева. Основан между 1070 и 1077 годами Всеволодом Ярославичем, сыном Ярослава Мудрого. Являлся семейным монастырём сына Всеволода, Владимира Мономаха и его потомков.
Расположен на территории национального ботанического сада НАН Украины. Монастырь является действующим и находится в юрисдикции Православной церкви Украины. В настоящее время на территории монастыря расположены гончарная мастерская, мастерская плетения из виноградной лозы, а также небольшой реабилитационный центр для наркологических больных. Действует воскресная школа для детей и взрослых.

## История монастыря
Считается, что монастырь и его окрестность Выдубичи ведут своё название от древней легенды о Владимире-Крестителе и поверженном языческом боге Перуне.
Она повествует о том, как князь Владимир Святославич в тот день, когда решил окрестить Русь, повелел сбросить всех деревянных идолов Перуна и других богов в Днепр. Преданные древней вере миряне бежали вдоль реки и призывали богов показаться и выплыть, крича «Перуне, выдубай!». Место, в котором идолы, наконец, выплыли на берег, назвали Выдубичами.

Другая версия происхождения названия — от переправы. Доподлинно известно, что ещё до Крещения Руси в районе монастыря существовала переправа через Днепр. Миряне переправлялись на «дубах» — лодках, выдолбленных из цельных стволов дуба. Здесь же, в Видубицком урочище, находилась большая дубрава. Название Выдубичам также мог дать существовавший до Крещения Руси подземный монастырь на территории Зверинецких пещер, который после официального принятия христианства «выдыбал» из-под земли и занял территорию языческого капища на берегу у переправы, которая потом стала паромной. По некоторым данным, в Зверинецких пещерах могла частично храниться легендарная «Библиотека Ярослава Мудрого».
Выдубицкий монастырь был вотчинным монастырем Мономаховичей. В первые 120 лет своего существования монастырь быстро становится центром светской и политической жизни Киева и княжеского двора. Здесь князья устраивают переговоры, собирают рать и молятся перед походами. В монастыре живут и работают многие учёные монахи. Среди них были Сильвестр и Моисей, сделавшие значительный вклад в написание «Повести временных лет». Недалеко от монастыря строят Красный Двор — резиденцию жены Ярослава Мудрого.
На излёте величия Киевского княжества монастырь пережил нашествия войска Батыя и войска Андрея Боголюбского, горел несколько раз. Рассказы про Зверинецкие пещеры, где жили выдубицкие монахи до принятия христианства, долгое время считались выдумкой, однако сами пещеры случайно обнаружили в 1888 году. Осмотр провала в земле и самих пещер выявил около 30 высохших трупов, которые, судя по позам, умерли от обезвоживания и нехватки воздуха. Наиболее вероятно, во время нападения на вотчинный монастырь монахи спаслись бегством в пещеры, где планировали переждать нашествие, но там их замуровали.
После XIII века монастырь утратил былое величие и обрёл его заново только в XVII—XVIII веках, когда стал застраиваться на деньги военачальников и меценатов. Была попытка сделать монастырь униатским, однако униатство пережил только один игумен, поскольку был лоялен к православным украинцам и сделал всё, чтобы для прихожан ничего не изменилось. Это не устраивало униатского митрополита киевского Ипатия Потия, и в 1610 году он назначил игуменом монастыря Антония Грековича, известного своими нападками на православных. Казаки и мещане сразу же его невзлюбили, и после первой же службы связали и бросили в ледяной весенний Днепр (Борьба униатов и православных). Надо отдать должное, что несмотря на надругательство над православными святынями униаты привели в порядок архив и наладили делопроизводство. Благодаря этому мы имеем представление о бурной жизни монастыря, который владел полями, прудами, свиноводческой фермой, несколькими садами, двумя селами (Рожны и Свиноиды), и даже кирпичный заводик держал. Имея неплохой заработок, монастырь, как и многие другие, жировал, послушники приходили в монастырь не только ради молитвы Божьей, но и ради хорошей жизни. После секуляризации церковного имущества Екатериной II (указ 1764 года) жизнь в монастыре практически остановилась и монастырь постепенно превратился в пансионат и некрополь для выдающихся личностей.
С 1767 по 1774 год игуменом монастыря был отец Иаков, который стал и первым историком обители: он, согласно ПБЭ, «составил полную опись монастырского имущества, завёл приходно-расходные книги, создал подробную инструкцию для управляющих монастырскими имениями, собрал в различных учреждениях и б-ках копии утраченных документов».
Большинство строений монастыря отреставрированы в 1981—1985 годах под началом общества охраны памятников, но некоторые реставрационные работы проводятся и сейчас, уже на средства самого монастыря. До середины 1990-х годов на территории монастыря располагался Институт археологии АН Украины.
В 1990 году в Выдубицком монастыре возобновились богослужения. В 1992 году сторонники Украинской православной церкви Московского Патриархата были изгнаны из монастыря, которым завладел Киевский патриархат, прежний клирос во главе с регентом Дмитрием Болгарским перешёл в только что открывшийся Ионинский монастырь.

## Архитектура
Первые строения монастыря были деревянными и не дожили до наших дней. Только некоторые из церквей монастыря пережили столетия. Одной из них является церковь Архистратига Михаила, построенная при Всеволоде. Это был крестово-купольный храм с тремя приделами, построенный в технике утопленного ряда. Церковь и холм, на котором она стояла, стал подмывать Днепр, и для безопасности строения городские власти соорудили подпорную стену, спроектированную в конце XII века придворным архитектором Милонегом. Тем не менее, в XVI веке половина Михайловской церкви (купол и вся алтарная часть) всё же рухнула в Днепр вместе с подпорной стеной Милонега. Церковь реконструировали только в 1769 году — в стиле украинского барокко.
С конца XVII века монастырь обзаводится несколькими замечательными каменными строениями: здесь возводят пятикупольную Георгиевскую церковь в стиле казацкого барокко, Спасскую церковь и трапезную на деньги стародубского полковника Миклашевского (1696—1701). Колокольня, сооружённая на деньги гетмана Даниила Апостола была возведена в 1727—1733 годах и надстроена в 1827—1831 годах. Первоначально она проектировалась как надбрамная, но при достройке верхнего яруса покосилась и дала огромную трещину, так что нижний ярус пришлось заложить кирпичом, а ворота сделали рядом.

## Изображения
- Выдубицкий монастырь
- Трапезная
- Колокольня
- Выдубицкий монастырь
- Михайловский собор
- Георгиевский собор

## Некрополь
При монастыре находится некрополь, на котором похоронены многие выдающиеся деятели науки, искусств и общественные деятели, преимущественно XIX века. Здесь похоронены Лелявский, Ушинский, Афанасьев, Бец и прочие. Здесь мечтал быть похороненным Тарас Шевченко, так как, по мнению многих его современников, в его стихотворении «Завет» упоминалось именно это место. Однако он был опальным поэтом, поэтому городские власти не позволили хоронить его в черте Киева и в его окрестностях. Зато до нас дошли довольно подробные зарисовки монастыря XIX века, выполненные рукой великого поэта.